# Phaleria prolixa
Phaleria prolixa – gatunek chrząszcza z rodziny czarnuchowatych i podrodziny Diaperinae.
Gatunek ten opisał po raz pierwszy Léon Fairmaire w 1869 roku.
Chrząszcz o ciele podługowato-owalnym w zarysie, długości od 5,5 do 8 mm. Wierzch ciała jest silnie połyskujący. Ubarwienie bywa jednolicie brązowawożółte lub kasztanowobrązowe albo pomarańczowożółte z ciemnymi paskami na pokrywach czy też czarne z żółtawoczerwonymi obrzeżeniami, odnóżami i czułkami. Przedplecze jest najszersze pośrodku lub tuż przed środkiem, u nasady tak szerokie jak pokrywy, drobno punktowane, z krótkimi wciśniętymi liniami u podstawy. Pokrywy są dwukrotnie dłuższe niż razem szerokie i mają prawie równoległe boki, niskie, ale wyraźne guzy barkowe, dość silnie punktowane rzędy oraz bardzo drobno punktowane międzyrzędy.
Owad znany z afrykańskiej części Egiptu, Synaju, Arabii Saudyjskiej, Jemenu, Omanu, Kuwejtu, Bahrajnu, Zjednoczonych Emiratów Arabskich, Iranu i Afryki Subsaharyjskiej.